# Baganuur
Baganuur är ett distrikt i Mongoliet.   Det ligger i provinsen Töv, i den centrala delen av landet, 110 km öster om huvudstaden Ulaanbaatar. Baganuur gränsar till Töv och Chentij. 